# جيرالدو فرنسيسكو دوس سانتوس
جيرالدو فرنسيسكو دوس سانتوس هو لاعب كرة قدم برازيلي في مركز الوسط، ولد في 11 يونيو 1962 في ساو باولو في البرازيل. لعب مع كلوب ليون ولوس أنجلوس لايزرز ونادي أمريكا ونادي سانتانيكوس أسوشيتد ونادي ساو باولو ونادي مونتيري ونادي نيكاكسا.

## وصلات خارجية
- جيرالدو فرنسيسكو دوس سانتوس على موقع قاعدة بيانات كرة القدم.إي يو (الإنجليزية)